# Ґледіс Лонсбері Гоббі
Ґледіс Лонсбері Гоббі (англ. Gladys Lounsbury Hobby; 19 листопада 1910, Нью-Йорк, США — 4 липня 1993, Пенсільванія, США) — американський науковець-мікробіолог, дослідження якої відіграли ключову роль у розробці та розумінні антибіотиків. Її робота перенесла пеніцилін від лабораторного експерименту до серійного виробництва препарату під час Другої світової війни.

## Життя та кар’єра
Ґледіс Лонсбері Гоббі народилася у районі Washington Heights у Нью-Йорку, і була однією з двох дочок Теодора Ю. Гоббі та Флори Р. Лунсбері. Закінчила коледж Васара у 1931 році. Здобула ступінь доктора наук у бактеріології у Колумбійському університеті в 1935 році. написала докторську дисертацію про медичне використання непатогенних організмів. 
Вона працювала в пресвітеріанській лікарні та в Колумбійській медичній школі з 1934 по 1943 рік. За цей час вона співпрацювала з біохіміком доктором Карлом Меєром та доктором Мартіном Генрі Доусоном, клініцистом та доцентом медицини, щодо визначення захворювань, викликаних гемолітиком стрептокока і пізніше рафінування пеніциліну. У цей час вона також працювала в лікарні Преспітеріан у Нью-Йорку. У 1944 році Ґледіс Гоббі покинула Колумбійський університет, щоб працювати в Пфайзер Фармас'ютікалс у Нью-Йорку, де вона досліджувала стрептоміцин та інші антибіотики.
У 1959 році вона покинула Пфайзер, щоб спеціалізуватися на хронічних інфекційних захворюваннях, як керівник відділу досліджень в лікарні ветеранів адміністрації в Іст-Оранж, штат Нью-Джерсі. Ґледіс Гоббі також працювала асистентом професора клінічних досліджень по охороні здоров'я в медичному коледжі Корнелльського університету. У 1972 році вона створила щомісячне видання «Протимікробні засоби та хіміотерапія» і продовжувала бути його редактором протягом восьми років. Вона завершила кар'єру в 1977 році. На пенсії написала понад 200 статей, працюючи консультантом та незалежним письменником. Вона також опублікувала книгу "Пеніцилін: Зустріч із викликом", у 1985 році, в якій вона розклала за часом подорож пеніциліну і порівнювала його з проєктом Мангеттен за важливістю для війни. 
Ґледіс Гоббі померла від серцевого нападу в 1993 році в своєму будинку в пенсійній громаді штату Пенсильванія.

## Основні внески та вплив
Ґледіс Гоббі визнана за її роботу по створенню форми пеніциліну, ефективного для людини. У 1940 році вона та її колеги, доктор Карл Меєр та доктор Мартін Генрі Доусон, написали Говарду Флорі та Ернсту Чайнсу, щоб придбати зразок пеніциліну. Вони наївно вирішили зробити пеніцилін і незабаром стали фахівцями в процесі бродіння, і почали переробляти його в препарат. Ґледіс Гоббі, Меєр та Довсон провели перші тести пеніциліну на людях у 1940 та 1941 роках, перш ніж представити в Американському Товаристві Клінічних Досліджень. Вони виявили, що пеніцилін є потужним вбивцею мікробів, який зменшує вираженість інфекційних захворювань, і робить можливими такі процедури, як трансплантація органів та операція на відкритому серці. Їхні висновки отримали висвітлення в ЗМІ, що допомогло залучити фінансування уряду Сполучених Штатів для масового виробництва пеніциліну під час Другої Світової Війни, врятувавши життя багатьох солдатів.
У компанії Пфайзер Ґледіс Гоббі зробила велику початкову роботу над препаратами Терраміцин та Віоміцин, котрі в подальшому використовувалися для лікування туберкульозу.